# Gorajec-Zagroble-Kolonia
Gorajec-Zagroble-Kolonia – wieś w Polsce położona w województwie lubelskim, w powiecie zamojskim, w gminie Radecznica.
W latach 1975–1998 miejscowość administracyjnie należała do województwa zamojskiego.
Wieś jest sołectwem w gminie Radecznica. Według Narodowego Spisu Powszechnego z roku 2011 wieś liczyła 90 mieszkańców. 
Wierni Kościoła rzymskokatolickiego należą do parafii Wniebowzięcia Najświętszej Maryi Panny w Gorajcu-Starej Wsi.